# 福田氏
福田氏（ふくだし、ふくだうじ）は、日本の氏族。日本全国に分布している一族である。
主なものとして下記の流れがある。
- 越中国礪波郡福田村発祥の族は藤原利仁流。
- 播磨国赤穂郡矢野庄福田から起こる族は赤松氏族。
- 肥前国彼杵郡福田村発祥の族は平姓隈氏族。
- 筑後国発祥の族は大蔵姓高橋氏族。
- 第67代内閣総理大臣、福田赳夫及び第91代内閣総理大臣、福田康夫を出した上野国の氏は児玉党。
- 備後国福田発祥の族は詳細不明、藤原姓を称す。足利尊氏に従い活躍し、福田を所領として与えられて福田を名乗る。
- 因幡国発祥の族は詳細不明。因幡国人衆として活動し、後に鳥取藩の支配下に入った。

## 平姓福田氏
平安時代末期の治承4年（1180年）、平兼盛（平包守）が九州の肥前国老手・手隈の定使職に任ぜられて下向した。その子の平包貞（兼貞）が文治2年（1186年）8月13日に生手荘の地頭に任命されるも、平包貞には子が無く、文治5年（1189年）、家督は弟の平包信（兼信）が継いだ。平兼信は土着して、文応元年（1260年）11月6日付平兼俊譲状写に「譲与八嫡男四郎所 早可領知福田手隈村之事」とあるように文応元年以前に生手・手隈村を福田郷（福田村）と名付け、自身も福田を名字とし福田平次と称したのが、九州平姓福田氏の始まりである。
元寇にも現地の在地勢力として福田兼重・兼光親子が参加し、「福田兼重申状」等の福田文書と呼ばれる中世肥前国を知る事のできる第一級一次資料を遺している。
それ以降の南北朝の騒乱にも参加。後醍醐天皇に福田村を安堵されて南朝側として戦った。ただ、この頃でも福田の地名は中央で認識されておらず、元弘3年（1333年）の申状写によると改めて「福田村」の地名を使い、その所領の安堵を求めている。
南北朝の対立で大村氏と同じ南朝方の雄であった菊池氏の配下になった一族もおり、福田氏の庶流は九州全域に広がっていくのである。
戦国時代には福田荘に残った嫡流の一族が勢力を伸ばし、福田兼次、福田忠兼、福田兼親と続き、領主としての地位を確保する。永禄8年（1565年）にはポルトガルの定期船が来航し福田浦に入港した。福田は長崎湾の外側にあり、外洋に面した小さな漁港であったが、初めてポルトガル船を迎え、活気を呈し教会も建設され、各地からキリシタンらが集まってきた。大村純忠も幾度かこの地を訪れて、キリスト教の神父達やポルトガル船の司令官とも会談している。
永禄8年（1565年）に南蛮貿易の権益を巡って松浦氏の襲撃を受けるが、忠兼はこれを撃退した。天正元年（1573年）、福田城を築城。天正14年（1586年）に、福田忠兼は息子の福田兼親の妻に大村純忠の娘を迎え、この頃までには完全に大村氏の支配下に入っている。
江戸時代になると忠兼の子・福田兼親やその子孫は大村藩に仕えている。子孫の大村藩士福田長兵衛は、甲斐徳美藩主の伊丹勝守の娘を妻としている。（この頃までに大村氏直系は絶え、伊丹氏より養子を迎えている縁があったと推測される）その後大村藩で一門重臣として行動し、幕末を迎えた。その末裔には陸軍大将・福田雅太郎が出ている。
庶流は肥後菊池氏に仕えて、南朝側として数々の戦に参加している。しかし戦国時代となり当主の菊池義武が大友義鎮に謀殺され菊池氏が滅びた後は、在地領主として大友氏に仕えた。
大友吉統改易後、福田氏の一族は元の所領である肥後に戻り、帰農している。

### 家系
藤原鎌足
藤原兼家
　 　┃
　平兼俊
　　 ┃
```
 　
兼重

　  ┃
   
兼光

　　┃
 　
兼盛
(福田氏祖)
　　┣━━━┓
   
兼貞
    
兼信

　　　　　　┃
           
兼俊

　　　　　　┃
　　　　　 
兼重

　　　　　　┃
　　　　　 
兼光

　　　　　　┃
　　　　（数代略）
　　　　　　┃
　　　　　 
兼明

　　　　　　┣━━┳━━┓
　　　　　 
兼信
　
兼政
  
兼親

　　　　　　┃
　　　　　 
兼澄

　　　　　　┃
　　　　（数代略）
　　　　　　┃
　　　　　 
兼次

　　　　　　┃
　　　　 　
忠兼

　　　　　　┣━━━━┳━━━┓
　　　　　　
兼親
 　
式見兼重
　
兼房

　　　　　　┃
　　　　（数代略） 
伊丹勝守

　　　　　　┃  ┏━━┛
　　　　　 
兼明
=娘
```

## 大蔵姓福田氏
大蔵姓高橋氏庶流の笠間種益の子、種次が福田を称して、福田美濃大蔵朝臣種次と名乗った。高橋氏の重臣として存続。高橋長種が天文18年（1549年）に死去した際に、大友義鑑に養子を依頼した重臣の中に福田氏の名も見える。
天正14年（1586年）の岩屋城の戦いにおいて福田民部少輔が大手口の虚空蔵砦の守備に就き、島津軍の猛攻により主君の高橋紹運と共に討死している。

## 児玉党福田氏
児玉党の流れを汲み、関東全域に分布している。

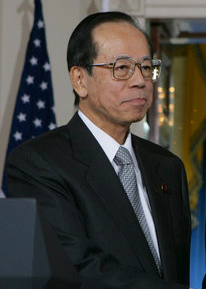
福田康夫　第91代内閣総理大臣

福田氏は古河公方足利氏に仕え、古河を根城に流通活動を展開する一方で、古河公方御料所の代官を務めている。後に豊臣秀吉の配下とされる福田惟康が関ヶ原の戦いの後に武蔵国北部に土着し、福田陣屋を築いている。

上野国の福田氏は、関東管領山内上杉氏の家臣である倉賀野行政に仕え、「倉賀野十六騎」として倉賀野城を守った。群馬県出身の福田赳夫元首相や福田康夫元首相はこの流れの福田氏である。

### 家系
```
　
福田善治

 ┏━┻━━━━┳━━━━┓

福田平四郎
　
福田赳夫
　
福田宏一

  　　　　 　　┣━━━┳━━━━━━━━┳━━━┓
　　　　 　 
福田康夫
  和子＝
越智通雄
　
横手征夫
　玲子＝
松谷明彦

 　　　　　　　┃　　　　　　　　　　　　┃
　　　　　  
福田達夫
 　　　　　　　　 
横手真一
＝
千野志麻
```

## 備後福田氏
建久7年（1196年）、藤原光雅は源頼朝によって芦田川川南6郡を与えられて備後国福田村に居を構え、福田を名字とした。これが藤姓福田氏である。しかし6代・福田光季の時に後醍醐天皇側に味方して、建武3年（1336年）、九州から東上する足利直義の攻撃によって滅亡した。
福田盛次、信次兄弟が建武3年（1336年）の湊川の戦いにおける戦功を賞され、足利尊氏に福田村を所領として与えられた。以後、福田信久・福田盛雅・福田盛長・福田盛国と続き、戦国時代となった弘治元年（1555年）、備後福田氏6代・福田久重の時に隣接する国人の有地氏に居城の利鎌山城を攻められて落城、福田氏は滅亡したとされる。しかし、一族と思われる福田盛雅（上記盛雅とは別人）がこれ以降も備後国利鎌山城を拠点として活動し、後に毛利氏家臣として美作国に進出。宇喜多直家相手に、戦いを繰り広げている。
後に備後福田氏は天正年間の後半に近隣の杉原氏、有地氏ともども転封され、天正19年（1591年）頃の「毛利家八箇国時代分限帳」では、福田少輔七郎が備後国恵蘇郡（現・庄原市）、周防国吉敷郡で軍役高166石を領している。

## 関連人物
- 福田兼次
- 福田忠兼
- 福田兼親
- 福田民部少輔（岩屋城で討死）
- 福田民部少輔 (古河公方家臣)（古河を拠点とした回船問屋、運輸業者。後に古河公方の家臣となり、古河公方御料所の代官も務めた）
- 福田又左衛門惟康（豊臣秀吉に仕え、武蔵国、現在のさいたま市に福田陣屋を築いたとされる）
- 福田赳夫（第67代内閣総理大臣）
- 福田康夫（第91代内閣総理大臣）
- 司馬遼太郎（本名:福田定一　祖父の代までは農民だが、それ以前は赤松氏に連なる宇野氏の家系、播磨福田氏）
- 西川峰子（本名・旧姓が福田。福岡県出身）
- 福田沙紀（肥後で帰農した一族の末裔と思われる[要出典]）
- 福田萌（岩手県出身　遠野福田氏[要出典]）
- 福田衣里子（長崎県出身　薬害C型肝炎訴訟原告団　民主党長崎県第2区選出衆議院議員）